# Punto de terminación de red

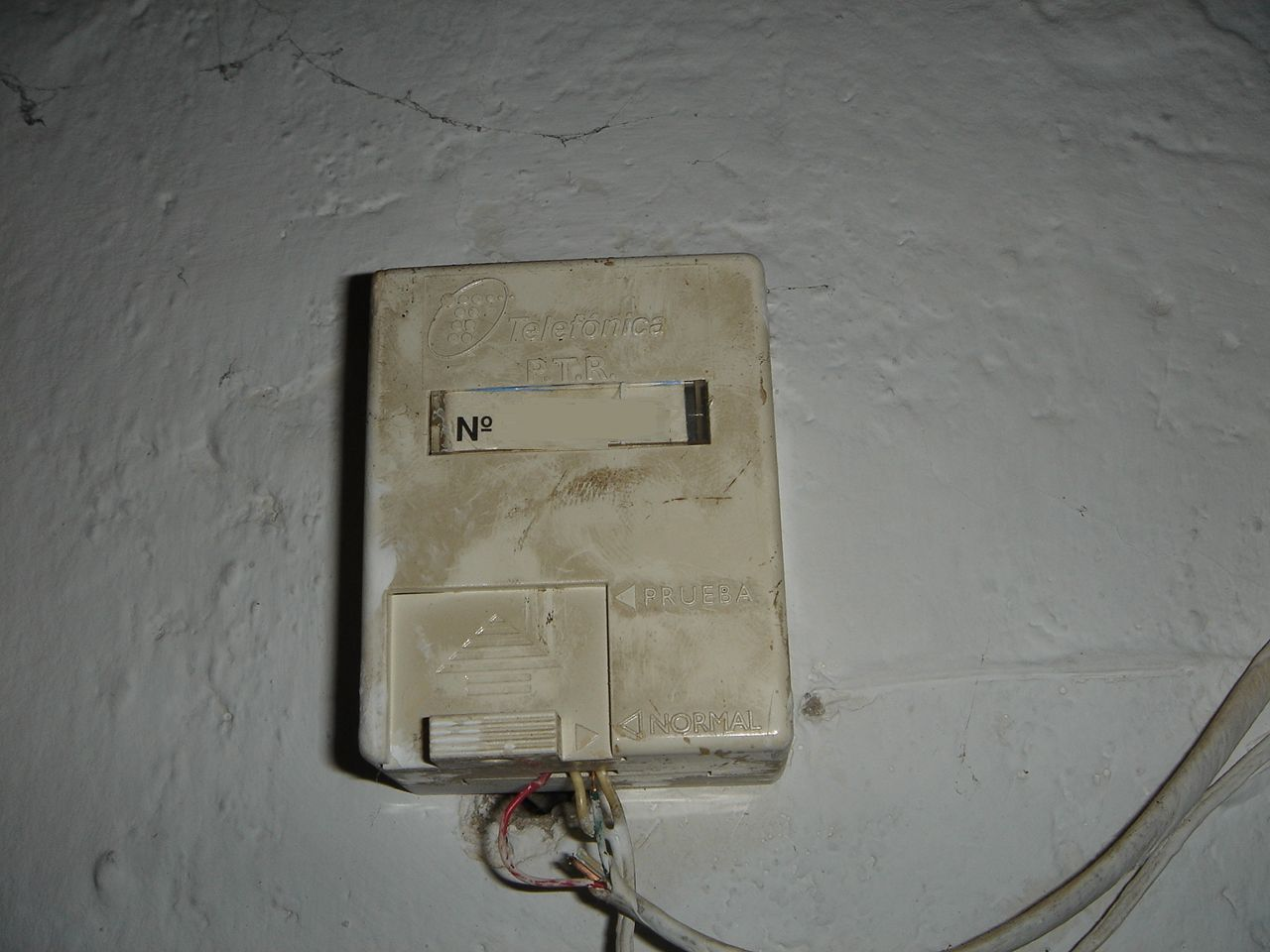
PTR de Telefónica.

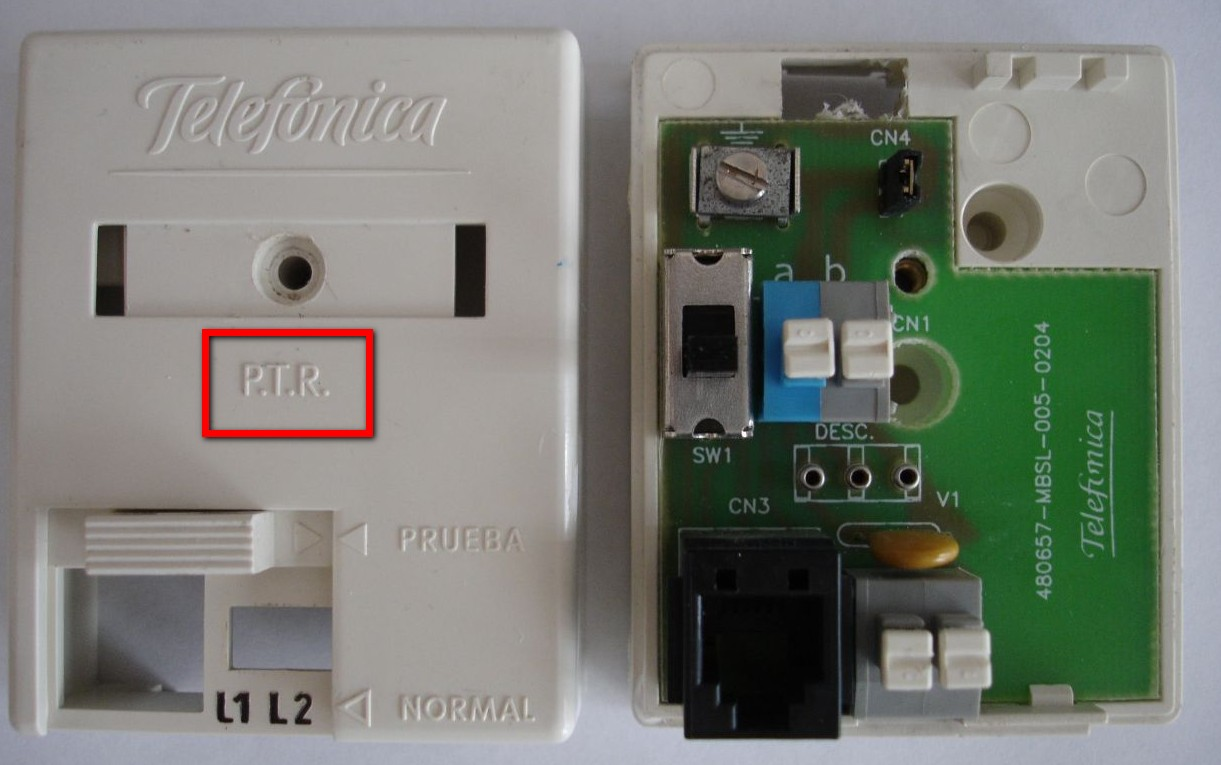
PTR de Telefónica abierto.

El punto de terminación de red, más conocido por sus siglas PTR, es un cajetín de unos 5 x 7 cm que se encuentra en el domicilio del abonado y separa la red interna del abonado y el cable exterior. Se considera parte de la red del operador de telefonía, y es justo a partir de él donde comienza la propiedad del abonado.
Tiene una tapa que, al abrirla, deja al descubierto un conector RJ11 en el cual se puede conectar un terminal telefónico, al tiempo que desconecta la instalación interior. Se utiliza para determinar si una avería de la línea se localiza en la instalación interior (propiedad del cliente) o en la acometida exterior (propiedad de la compañía telefónica).
Es el sustituto del punto de conexión de red o PCR, y la diferencia notable para el usuario es que el PTR no da problemas con servicios ADSL puesto que no lleva el dispositivo de telediagnóstico que provoca los problemas.